# Periclimenes longimanus
Periclimenes longimanus är en kräftdjursart som först beskrevs av James Dwight Dana 1852.  Periclimenes longimanus ingår i släktet Periclimenes och familjen Palaemonidae. Inga underarter finns listade i Catalogue of Life.